# Luis Szarán

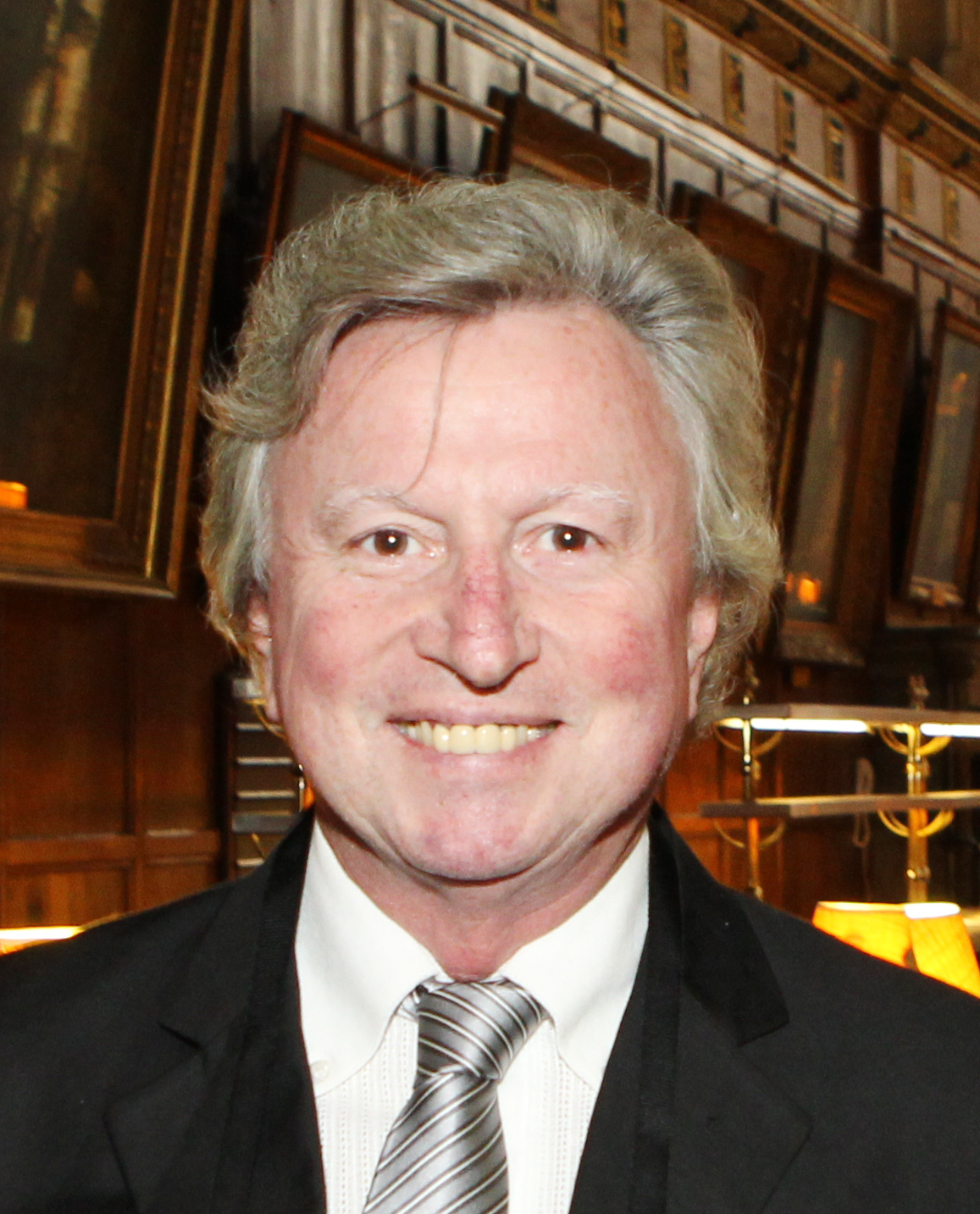
Luis Szarán

Luis Szarán (* 24. September 1953 in Encarnación, Paraguay) ist ein paraguayischer Komponist, Dirigent, Musikwissenschaftler und Orchestergründer.

## Leben und Wirken
2002 gründete er das Orchester Sonidos de la tierra (Klänge der Welt), das versucht, Kinder und Jugendliche durch das Spielen von klassischer Musik von der Straße und den Fängen der Kriminalität zu holen oder fernzuhalten. Er begann in den 17 ärmsten Dörfern des Landes, bezahlte anfangs die Lehrer und die Instrumente, die Elternschaft beteiligte sich durch Bau kleiner Musikschulen. Heute ist es in 200 Orten und Städten des Landes tätig.  Besonders am Herzen liegt ihm die Förderung indigener Kinder und Jugendlicher.
Zusätzlich begründete er das Orchestra H20, das seine Instrumente aus Müll und alten Gebrauchsgegenständen herstellt, um damit die Umwelt zu schützen und auf die Gefahren von Müll und Umweltverschmutzung hinzuweisen. Mit dem Orchester wird versucht, gleichzeitig die Zuhörer, zumeist einfache und arme Menschen, zum Natur- und Umweltschutz anzuhalten.
2006 wurde als Schwesterprojekt von dem Paraguayer in Deutschland das Musikprojekt und Orchester Weltweite Klänge in Nürnberg begründet, das auf mehr als 200 Konzerte in ganz Europa verweisen kann und Musiker aus dem amerikanischen Kontinent, Europa, Afrika und China in seinen Reihen hat.
Szarán ist mit hohen Auszeichnungen geehrt worden, so durch sein Heimatland Paraguay, den italienischen und den französischen Staat und die UNESCO. 2024 wurde ihm das Bundesverdienstkreuz am Bande verliehen.
Auch ist Szarán Direktor des Symphonieorchesters von Asunción. In Deutschland erschien 2017 seine CD Jungle Baroque, mit Musik indigener und jesuitischer Komponisten.